# Människor (Tolkien)
Människor är i J.R.R. Tolkiens värld bara en av de intelligenta varelserna. Redan tidigt allierar sig de med alverna och de kom att sträva efter alvernas odödlighet genom hela historien. Edain belönades med längre liv, tre gånger längre än vanliga dödliga. Men de fick inte bli odödliga. 
Även efter Númenors fall kom människans att sökande efter liv att hemfalla åt svartkonst och ondska.